# Прейли (район)
Прейли (на латвийски: Preiļu rajons) е район в югоизточната част на Латвия. Административен център е град Прейли. Населението на района е 41 479 души, а територията е 2042 km2. Районът граничи с Мадона на север, Йекабпилс на запад, Краслава на югоизток, Резекне на изток и Даугавпилс на юг.

## Населени места
| - Аглонас - Айзкалнес - Варкавас - Галину - Ерсикас - Ливани (град) - Ливани (епархия) - Пелечу - Прейли (град) - Прейли (епархия) |  | - Рожкалну - Риебиню - Рудзату - Рушонас - Сунас - Силаяню - Силюкална - Стабулниеку - Сутру - Умпала |